# Kyle Castlin
Kyle Anthony Castlin (Marietta, 30 mei 1996) is een Amerikaans basketballer.

## Carrière
Castlin speelde collegebasketbal voor de Columbia Lions van 2014 tot 2018 en daarna nog een seizoen voor de Xavier Musketeers. Hij werd niet gekozen in de NBA draft van 2019. Hij werd wel gekozen in de NBA G League Draft 2019 als 42e door de Salt Lake City Stars. In november 2019 werd zijn contract ontbonden maar in januari 2020 tekende hij opnieuw bij de Stars. In de zomer van 2021 speelde hij in de NBA Summer League voor de Utah Jazz. Voor het seizoen 2021/22 tekende hij bij het Slowaakse BKM Lučenec en speelde er een seizoen. Het seizoen 2022/23 speelde hij voor de Duitse tweedeklasser Phoenix Hagen.
Voor het seizoen 2023/24 tekende hij bij de Belgische eersteklasser Union Mons-Hainaut. In de zomer van 2024 speelde hij in de NBA Summer League voor de Memphis Grizzlies. Hij tekende daarna voor de Duitse tweedeklasser Gießen 46ers. Hij verlengde er zijn contract voor het seizoen 2025/26.